# Termoelektrolizer
Termoelektrolizer – urządzenie elektrotermiczne elektrodowe służące do produkcji aluminium oraz metali alkalicznych takich jak: sód, potas, wapń. W urządzeniach tych wydzielanie ciepła następuje w elektrolicie pod wpływem przepływającego w nim prądu. Termoelektrolizery zasilane są prądem stałym o napięciu kilku woltów, dlatego wanny te łączy się szeregowo po kilkadziesiąt, a nawet sto lub więcej.